# Муди, Дэн
Дэниел Джеймс Муди-младший (1 июня 1893 — 22 мая 1966) — деятель демократической партии. 30-й губернатор Техаса с 1927 по 1931 гг. Реформатор и противник Ку-клукс-клана. 

## Биография
Из текста Техасского исторического архива:

Родился в городке Тейлор, Уильямсон (округ, Техас), сын Дэниела и Нэнси Элизабет Робертсон Муди. В 16 лет поступил в Техасский университет, где окончил юридическую школу. Победил на выборах на должность адвоката округа, затем был назначен губернатором Пэтом Неффом на должность окружного прокурора округов Тревис и Уильямсон. Получил широкую известность в громких делах по преследованию куклуксклановцев и настоятельно был призван друзьями баллотироваться на пост генерального прокурора штата Техас. Он получил эту должность во времена расцвета коррупции. 

В 1926 году Муди был на пост губернатора будучи генеральным прокурором. Приступив к своим полномочиям, когда ему было 33, он стал самым молодым человеком, когда-либо принимавшим присягу на эту должность. Во время его срока службы (1927—1931) была восстановлена вера техасцев в государственное управление штата. Были осуществлены реформы в Департаменте автомагистралей Техаса и в состоянии пенитенциарной системы».
После выхода на пенсию с поста губернатора, Муди занимался юридической практикой и был назначен президентом Соединённых Штатов главой налоговой службы. Он женился на Милдред Пэкстон (1897—1983), уроженке Абилин (Техас). У них было двое детей.
Вся семья Муди похоронена на кладбище штата Техас, включая сына (тоже Дэн Муди (6 января 1925 года — 27 октября 2000 года)).
Надгробие Муди гласит: «Чья целостность и преданность создала вечные нормы поведения на посту и в его любимом занятии, праве».